# Ilfracombe
Ilfracombe är en stad och civil parish i North Devon i Devon i England. Orten har 11 509 invånare (2011). Byn nämndes i Domedagsboken (Domesday Book) år 1086, och kallades då Alfreincome/Alfreincoma.
Stadens äldsta byggnad Holy Trinity Church stammar från 1100-talet, under 1200-talet var Ilfracombe känd som marknadsplats. Under början av 1900-talet var staden känd som badort.